# Droga krajowa B58 (Austria)
Droga krajowa B58 (Doiber Straße)  - droga krajowa w południowo-wschodniej Austrii tuż przy granicy z Węgrami i Słowenią. Krótka arteria prowadzi od skrzyżowania z Güssinger Straße w kierunku południowym do dawnego przejścia granicznego, gdzie spotyka się ze słoweńską drogą biegnącą do Murskiej Soboty.